# Kingswear

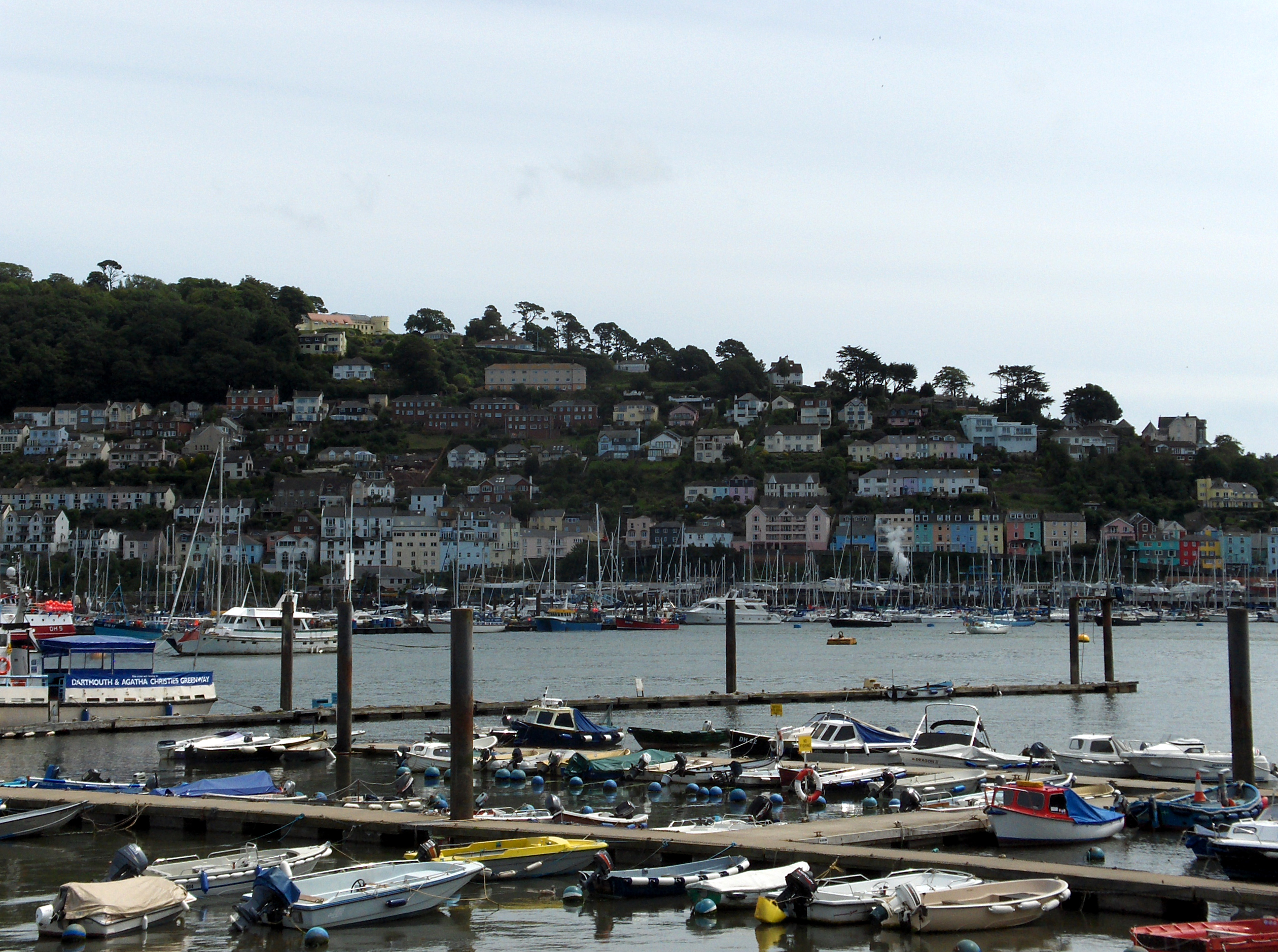
Kingswear

Kingswear ist ein Ort in den South Hams in der südenglischen Grafschaft Devon. Er liegt am Ostufer der Mündung des Dart River und hat rund 1400 Einwohner.
Kingswear ist bekannt als Endpunkt der Paignton and Dartmouth Steam Railway. Per Fähre gelangt man nach Dartmouth auf der anderen Seite des Flusses. In Kingswear gibt es ein paar kleinere Läden für Touristenbedarf sowie einige Public Houses. Das außerhalb des Ortes am Fluss liegende Kingswear Castle, eine befestigte Artilleriestellung aus dem 15. Jahrhundert, ist in Privatbesitz. Außerdem hat der Ort eine 1847 erneuerte Kirche, die zur Anglikanischen Diözese Exeter gehört und die dem Schutzpatron St. Thomas von Canterbury geweiht ist.
Man nimmt an, dass der Ort in früher angelsächsischer Zeit gegründet wurde. In den Geschichtsbüchern wird Kingswear erstmals 1170 erwähnt, als William de Vinci der örtlichen Kirchengemeinde Land zukommen ließ. Es ist nicht ganz klar, warum sich Kingswear nicht so gut entwickelt hat wie Dartmouth am anderen Ufer. Die Seereisenden landeten auf ihrem Weg zum Grab von Thomas Beckett in Canterbury eher in Kingswear.
Die Bahnstation in Kingswear wurde am 16. August 1864 eröffnet. Passagiere nach Südafrika oder anderen Gegenden auf dem Erdball fanden Unterkunft im Royal Dart Hotel.
In neuerer Zeit war Kingswear Drehort für Spielfilme, zum Beispiel „The French Lieutenant's Woman“, und verschiedene TV-Serien. Nicht zuletzt dank des örtlichen Royal Dart Yacht Club findet die Mehrheit der Teilnehmer an der alljährlichen Port of Dartmouth Royal Regatta ihren Liegeplatz bei Kingswear. 